# Perconia semifasciata
Perconia semifasciata är en fjärilsart som beskrevs av Edward Alfred Cockayne 1953. Perconia semifasciata ingår i släktet Perconia och familjen mätare. Inga underarter finns listade i Catalogue of Life.